# Антисемитизм в христианской иконографии

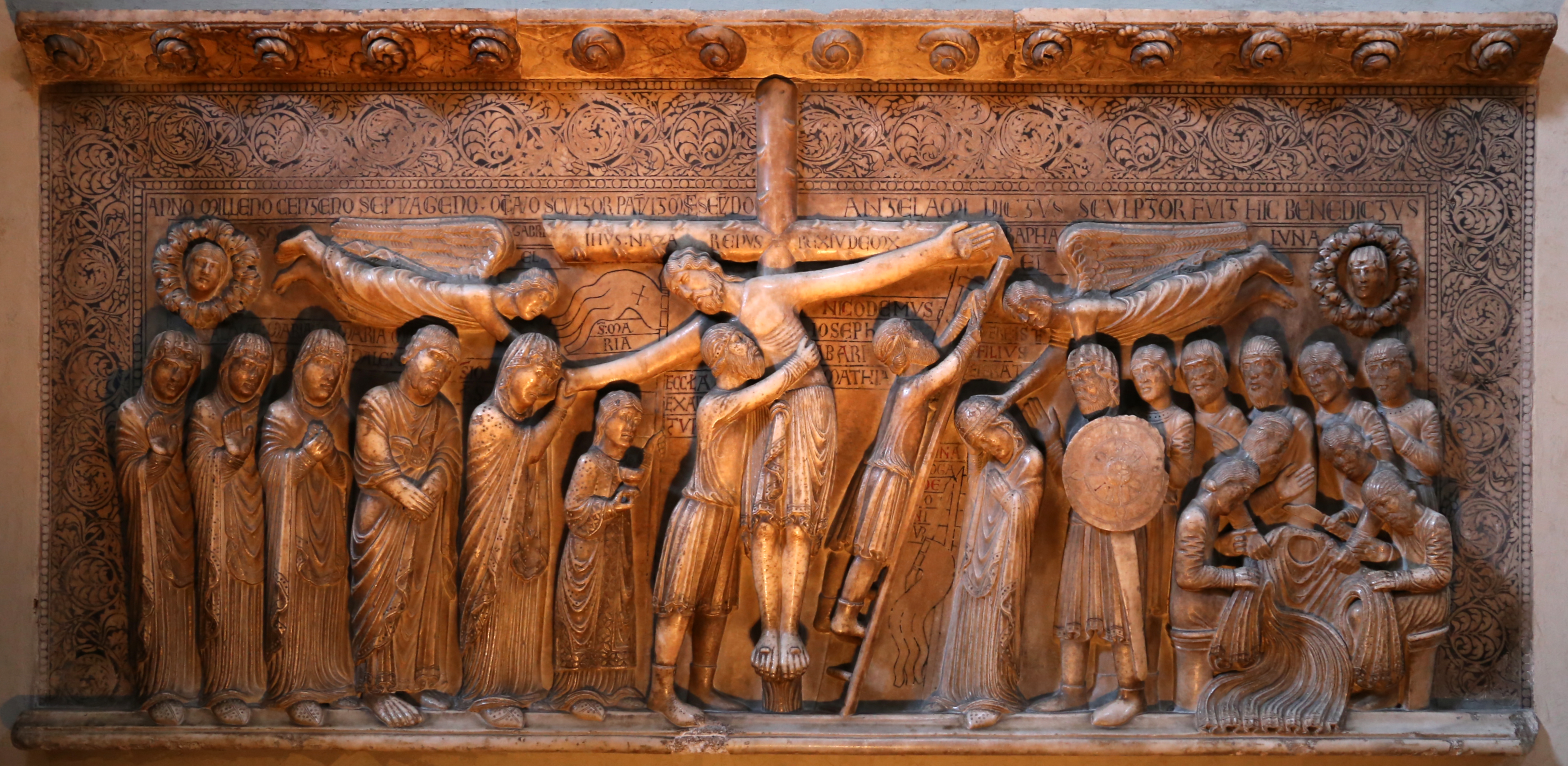
Мраморный рельеф Бенедетто Антелами, изображающий ангела, лишающего Синагогу её достоинства

Графические изображения евреев в рамках христианского искусства (изображения с явным христианским содержанием, используемые в религиозном контексте), развивавшиеся на протяжении столетий, оказывали определяющее влияние на восприятие евреев. Такие изображения способствовали формированию представлений об иудаизме, визуализировав образы еврейства, встречающимся в литературных и полемических текстах. Наиболее явно это заметно в художественных интерпретациях библейских тем. Попытка художника проиллюстрировать библейскую историю часто выходила за рамки буквального прочтения текста и раскрывала интерпретацию автора или его покровителя. Таким образом, христианское искусство может отражать существенные аспекты истории антисемитизма, в том числе документируя события, которые происходят в политике и обществе. Образы связаны с христианскими теологическими верованиями. Они имели свои социальные функции и последствия для средневековых евреев.

## Содержание
Аллегорические изображения евреев широко встречаются на церковной резьбе, витражах и фризах, а также на страницах иллюминированных рукописей из многих частей средневековой Европы. Шаблонный зловещий образ еврея, который был сформирован на фоне средневековой христианской культуры, основанной на твердо установленных догматах и стереотипах, неоднократно повторялся в разных вариантах и передавался в поколениях в формах баллады, мистерии, в иконописи, церковной скульптуре, проповеди с амвона и в фольклоре.
Антисемитизм в средневековом искусстве выражен в образах, которые развивают популярные изобразительные темы «убийства Христа», духовной слепоты евреев, их преданности демоническому началу, заговора и животного начала. Темами антисемитских гравюр являлись распространённые мотивы использования евреями христианской крови, осквернения гостии и различных пороков, приписываемых евреям, включая стяжательство, скупость, склонность к обману, блудливость и др. Такие гравюры, особенно в Германии, могли приобретать явно порнографический характер.
Изображения евреев и иудаизма были своеобразными явлениями в средневековом христианском искусстве; способ идентификации евреев зависел от использования внешних признаков, таких как длинные бороды, специальные еврейские знаки, «еврейская шапка» и другие символы. Евреев также можно было идентифицировать по отрицательным ролям, включая участие в бичевании Иисуса на пути к распятию. Но если евреи выполняли теологически положительные роли, они, как правило, изображались без внешних признаков и с нормальными и даже благожелательными чертами лица. Таким образом, изображение евреев в средневековом христианском искусстве зависело от их христологической функции. Это ситуативное изображение евреев характерно и для современных рисунков и карикатур. Они в той же степени зависят от эмоциональных, идеологических и политических переменных.

## Развитие
В античной иконографии евреи изображались как представители прочих «варварских» народов, например, в сцене бросания пророка Ионы в море, созданной в III веке в римских катакомбах Присциллы.
В христианской антиеврейской скульптуре наиболее известны парные женские статуи Ecclesia et Synagoga (Церковь и Синагога), в которых торжествующая Церковь часто представлена коронованной девой, держащей чашу или крест, тогда как удручённая фигура Синагоги — с завязанными глазами (возможно, отсылка к 2Кор. 3:13—16) и несущей разбитые скрижали Моисеева закона. Показательные примеры можно найти на внешней стороне Страсбургского и Бамбергского соборов. В резьбе по дереву на хоровой скамье в Эрфуртском соборе Церковь изображена верхом на гарцующем коне и атакующей Синагогу, восседающую верхом на свинье. Популярный мотив Ecclesia et Synagoga с течением времени демонстрирует всё более выраженную негативную оценку иудаизма. В эпоху Каролингов эти две царственные дамы, поставленные в оппозицию, напоминали об общей теологической основе, разделяемой христианством и иудаизмом. Но с течением времени изображение Синагоги становилось всё более несимпатичным и уничижительным. Так, мраморный рельеф Бенедетто Антелами «Снятие с креста» изображает ангела, лишающего Синагогу всего её достоинства, что передаёт ухудшающееся положение европейского еврейства в XII веке.
Похожие тенденции можно проследить в художественных интерпретациях повествований о Страстях Господних. С поздней Античности до эпохи Каролингов графические изображения Страстей не включали евреев. Так, саркофаг середины IV века из катакомб Домитиллы изображает Страсти Христа как дело рук римлян. Даже допрос Пилата не включает обязательных еврейских обвинителей. Однако с XI века образ начал меняться. Следуя антиеврейским тенденциям литературных текстов, преступниками стали изображаться евреи, часто узнаваемые по «еврейским шапкам» или другим предписанным для евреев идентификационным признакам, например на скульптурах в Наумбургском соборе.
Изображения Распятия, на которых евреи выступали в качестве действующих лиц, сформировались под влиянием литературных текстов. Однако постепенно стало заметно изменение в соотношениях текста и изображения, при этом изображение стало доминирующим элементом. Неясные комментарии в Новом Завете под мощным влиянием графического изображения обрели ясность, которая не встречалась в тексте: искусство вытеснило текст в определении реальности. Поскольку изображения были актуальными и недвусмысленными, они негативно влияли на жизнь современных им евреев. Одной из таких адаптаций прошлого к текущему времени было изображение Иуды, предателя Христа, как еврейского ростовщика (из Наумбургского собора). Изображение евреев жестокими и бесчеловечными усиливало тенденцию несправедливого и бесчеловечного отношения к реальным евреям, узаконивая безжалостное отношение к ним.
Более откровенно карикатурно конфликт между христианством и иудаизмом отражён в ассоциации евреев со свиньёй, мясо которой их религия запрещает употреблять в пищу. В средневековых и более поздних христианских изображениях евреи часто изображались вступающими в содомитские сношения со свиньёй. К XIII веку у входа в немецкие церкви появляются деревянные скульптуры, поставленные часто по заказу муниципалитета, изображающие уродливых евреев, которые присосались к заду или сосцам свиньи. Такие группы, названные «еврейская свинья», вскоре после этого появились также на территории нынешних Австрии, Франции, Бельгии. С XVI века эти композиции воспроизводились в гравюре, а во Франции также на металлических медальонах. Такие гравюры и медальоны были в ходу вплоть до начала XX века. Известная немецкая гравюра XVI века Judensau изображает группу евреев, сосущих сосцы огромной свиньи, в то время как другие евреи занимаются различными актами анального и полового сношения.
Среди наиболее изученных изображений средневековых евреев — выполненная пером групповая карикатура XIII века в начале веленевого свитка с тальей (документ от 1233 года, лондонский Государственный архив): ростовщик Ицхак из Норвича и его семья в окружении демонов. Богатый еврей, изображённый с тремя лицами и идентифицируемый как Исаак из Норвича, бросает взгляд на оживлённую сцену, передающую взаимодействие евреев с демонами. Рогатый демон в центре указывает пальцами на выраженные носы мужской и женской еврейских фигур. Это означает как их еврейство, так и их союз с дьяволом, санкционированный в аду. Рисунок вызвал множество различных толкований, но исследователи согласны с тем, что он является примером демонизации евреев в позднем Средневековье. Рассматривается как самая ранняя известная карикатура на евреев. Сесил Рот определил и описал несколько других карикатур на средневековых английских евреев. Известен также выполненный пером шарж на еврея Матеса, наделённого отличительным знаком на груди, найденный на уставе ратуши (после 1551 года; Городской архив, Прага).
Изображения евреев претерпели историческое развитие. Литературные источники и искусство поздней Античности и раннего Средневековья ещё не знали специфического еврейского типа внешности. Ни в литературе, ни в искусстве не утверждалось, что евреи имеют узнаваемую внешность, выражение лица или жесты, которые отличали бы их от других. Различия связывались исключительно с религиозными и социальными практиками. Так называемый еврейский тип возник как конструкция ненависти к евреям, которая утверждала, что евреев следует сначала изолировать, опознав по физическим особенностям, а затем присвоить им особый подчинённый статус. Представления, что евреев можно отличить от других по бледной коже, крючковатым носам и другим признакам, развивалось параллельно с попытками сделать их легко идентифицируемыми с помощью навязанных символов. Как и в случае с другими формами предрассудков, христианский антииудаизм не столько опирался на эмпирическую реальность, сколько конструировал реальность «еврея» в соответствии со своими потребностями. Графические изображения принимали эту конструкцию и давали ей свою собственную реальность. Таким образом, христианская иконография подтверждала предрассудок, из которого она сама выросла. Показательными в этом отношении были изображения совершаемых евреями ритуальных убийств, прямо подражавшие иллюстрациям Страстей Господних. Тип уже существовал; его нужно было только адаптировать к новому контексту. Длительная традиция иконографического изображения сделала такие связи достоверными, как в случае совмещённого изображения «ритуального убийства» и юдензау.
Христианские графические материалы подготовили многие темы современного антисемитизма и ощутимо повлияли на их выражение. Помимо мотива «еврей как убийца», современные антисемиты могут опираться на традиционные иконографические ассоциации евреев с демонами, Сатаной и Антихристом. Главной точкой отсчета для этого тропа была интерпретация библейской истории о поклонении золотому тельцу. Христианские авторы поздней Античности нашли в Исх. 32 «неоспоримое» доказательство устойчивой склонности евреев отказываться от своей веры и поклоняться демонам. Такие традиционные способы интерпретации создали представлению о еврейской бесовской прелести и позже произвели один из наиболее отталкивающих антисемитских образов, юдензау, в котором свинья служила символом сатанинского зла.

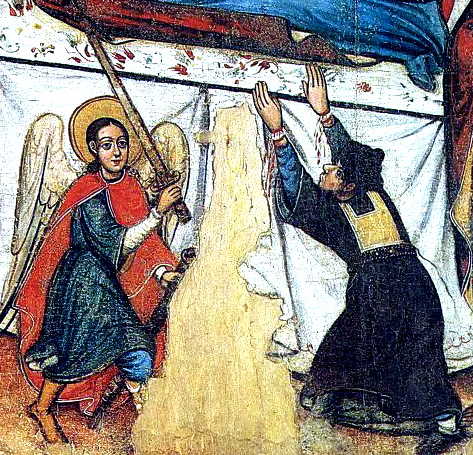
Фрагмент иконы Успение, последняя четверть XVII века, Никольская церковь в Кричаве. Еврей, посягающий на покров Богородицы, и ангел, отсекающий ему кисти рук. «Этнографические» детали костюма еврея: нагрудник со свисающими нитями, белые чулки, халат

Явно антиеврейская иконография была одной из сторон художественной традиции, содержащей большое число дополнительных элементов, которые порождают и поддерживают ненависть к евреям. Более тонкие антиеврейские послания могут передаваться, например, через изображения евреев в «восточной» одежде, турецких костюмах, представленных на многочисленных средневековых картинах. Даже если художники лишь хотели придать локальный колорит, зрители ассоциировали евреев с турками. Евреи, живущие в христианских землях, были, таким образом, связаны со смертельным врагом, и страх перед «ужасным турком» слился со страхом перед евреями. Европейские евреи воспринимались как чужаки и враги, которые могли легко предать родину, в наличии которой христианские соседи к тому же им отказывали.
В истории антисемитизма клевета относительно евреев как предателей-чужаков является особенно устойчивой темой, которая постоянно реанимируется в литературе и искусстве. Христианская иконография особенно повлияла на изображение евреев как пришельцев, либо помещая их вне общества, либо вообще не представляя их. Лишь очень немногие западные картины явно указывают на еврейство центральных фигур. Возможно, восемь средневековых иллюстраций Ужина в Эммаусе изображают Иисуса в «еврейской шапке». Известно также несколько изображений Святого Иосифа в такой шапке. Евреев можно распознать на некоторых картинах Рембрандта и на «Обручение Девы Марии» Рафаэля (1504). Однако эти несколько примеров выделяются в качестве исключения и, вероятно, существенно не повлияли на культурное восприятие европейцами еврейских сюжетов. Значительно более распространённым было отчуждение еврейских фигур от еврейского контекста, что было типично для изображений Моисея, пророков, Иисуса, Марии и апостолов. В то же время враги этих персонажей — фарисеи, священники и мучители — были представлены как евреи.
В период с XIV по XVIII век полемические образы евреев были широко представлены в украинской иконографии. Наиболее ярко антиеврейская тематика читается в иконописных сюжетах Страстей Христовых, Успения и Страшного суда, реже в иконах, которые посвящены мученичеству святого Стефана. Большинство из икон в украинских церквях были связаны с новозаветной символикой. Заметна очевидная связь Иисуса и Богоматери с ветхозаветным повествованием, но последователи Христа и апостолов чётко отделены от евреев, что восходит к историческому конфликту между иудаизмом и христианством. Некоторые иконы изображали евреев как христоубийц (Страсти, Страшный суд), как врагов христианства (мученичество святого Стефана, Успение), которым за свои грехи суждено страдать или они уже страдают в аду (Страшный суд). Основным источником антиеврейских мотивов украинского сакрального искусства стала византийская иконографическая традиция, тогда как на иконах Страстей Господних отмечается западноевропейское влияние. Украинская иконопись имела консервативный характер, только в редких случаях в неё включались новые образы; переработка старых образцов так или иначе производилась крайне осторожно.
Искусство эпохи Возрождения отодвинуло историческое еврейство ещё дальше. Библейские жанры выбирались для того, чтобы представить совершенство человеческой формы. Библейские образы были приближены к античным, как, например, скульптура Микеланджело «Давид», которая изображает необрезанного царя Израиля. Художественная традиция, интерпретирующая библейские сюжеты, сформирована христианской иконографией, которая либо изображала еврейство в негативном свете, либо полностью игнорировала его. Визуальный опыт этих художественных формулировок негативно влиял на суждения зрителей относительно евреев, по меньшей мере в скрытой, а часто и в открытой форме. Христианская иконография скорее скрывала, чем обозначала общие черты христиан и евреев. Западное христианское искусство присвоило изображение библейских сюжетов и претендовало на единоличное обладание Священным Писанием. Европейское христианское искусство способствовало отдалению и отчуждению евреев и иудаизма от западной культурной традиции.
Книжная традиция и иконография повлияли на народную культуру, например, на формирование содержащих мотив чуда легенд об индивидуальном или массовом обращении евреев в христианскую веру. Сюжет «еврейской свиноматки», свиньи, кормящей еврейских младенцев молоком, в то время как взрослые евреи поедают её испражнения, стал одним из источников фольклорной версии «свиноматки».